# Полак, Ян (футболист, 1981)
Ян По́лак (чеш. Jan Polák; род. 14 марта 1981, Брно, Чехословакия) — чешский футболист, полузащитник, участник летних Олимпийских игр 2000 года, победитель чемпионата Европы для игроков младше 21 года (2002), участник Чемпионата мира по футболу 2006.

## Карьера

### Клубная
Свою футбольную карьеру Полак начинал в клубе «Брно». Отыграв здесь несколько сезонов Ян получил приглашение перейти в состав одного из лидеров чешского футбола в либерецкий «Слован». В 2005 году Полака заметили в Германии и летом он перешёл в «Нюрнберг». Сумма сделки за переход чешского опорника составила 1,5 млн.€. Отыграв в Германии два сезона и, став обаладателем Кубка Германии, Полак уезжает в брюссельский «Андерлехт». Чтобы заполучить чешского полузащитника бельгийцы оформили самый дорогой трансфер в своей истории, заплатив за него 3,5 млн.€. В составе «Андерлехта» Полак провёл три с половиной сезона, успев за это время стать чемпионом и обаладателем Кубка Бельгии. Зимой 2011 года Полак возвращается в Германию в «Вольфсбург». Первое время Полак являлся игроком основного состава, но со временем он стал получать всё меньше игрового времени, лишь изредка выходя в основе «волков». По окончании контракта с «Вольфсбургом» Полак в статусе свободного агента вернулся в «Нюрнберг».
Летом 2016 года вернулся в Чехию, в клуб «Зброёвка», где начинал свою карьеру.

### Сборная
В 2000 году Карел Брюкнер пригласил Полака для участия в летних Олимпийских играх 2000 года в Сиднее. Поскольку в Играх разрешено принимать участие игрокам не старше 23 лет, то Полак оказался одним из самых молодых игроков в команде (младше был только Милан Барош). Тем не менее выйти на поле в рамках олимпийского турнира Яну так и не удалось, а сама сборная Чехии провалила Игры, заняв последнее место в группе, пропустив вперёд даже сборную Кувейта.
В 2002 году Полак стал чемпионом Европы среди молодёжных команд, и хотя он и не являлся игроком основного состава, но Ян на турнире принял участие в 4-х матчах из 5-ти.
Дебют во взрослой команде у Полака состоялся 28 апреля 1999 года, когда Ян на 75-й минуте товарищеского матча со сборной Польши вышел на поле, заменив Мартина Чижека. Сыграв в 2000 году ещё один матч за сборную против Мексики, Полак на долгое время перестал вызываться в состав национальной команды. Следующий матч за сборную Полак провёл 9 февраля 2005 года против Словении и на 79-й минуте отметился голом. В 2006 году Полак сыграл на мировом первенстве в Германии, а в 2008 выступил на чемпионате Европы. Свой последний матч в футболке национальной сборной Полак провёл 29 марта 2011 года против сборной Лихтенштейна.

## Статистика выступлений за сборную
| Матчи за сборную Чехии | Матчи за сборную Чехии | Матчи за сборную Чехии | Матчи за сборную Чехии | Матчи за сборную Чехии | Матчи за сборную Чехии    | Матчи за сборную Чехии |
| ---------------------- | ---------------------- | ---------------------- | ---------------------- | ---------------------- | ------------------------- | ---------------------- |
| №                      | Дата                   | Оппонент               | Счёт                   | Голы                   | Соревнование              |                        |
| 1                      | 28 апреля 1999         | Польша                 | 1:2                    | -                      | Товарищеский матч         |                        |
| 2                      | 8 февраля 2000         | Мексика                | 2:1                    | -                      | Товарищеский матч         |                        |
| 3                      | 9 февраля 2005         | Словения               | 3:0                    | 1                      | Товарищеский матч         |                        |
| 4                      | 26 марта 2005          | Финляндия              | 4:3                    | 1                      | Отборочный матч ЧМ-2006   |                        |
| 5                      | 30 марта 2005          | Андорра                | 4:0                    | -                      | Отборочный матч ЧМ-2006   |                        |
| 6                      | 4 июня 2005            | Андорра                | 8:1                    | 1                      | Отборочный матч ЧМ-2006   |                        |
| 7                      | 8 июня 2005            | Македония              | 6:1                    | -                      | Отборочный матч ЧМ-2006   |                        |
| 8                      | 17 августа 2005        | Швеция                 | 1:2                    | -                      | Товарищеский матч         |                        |
| 9                      | 3 сентября 2005        | Румыния                | 0:2                    | -                      | Отборочный матч ЧМ-2006   |                        |
| 10                     | 7 сентября 2005        | Армения                | 4:1                    | 2                      | Отборочный матч ЧМ-2006   |                        |
| 11                     | 8 октября 2005         | Нидерланды             | 0:2                    | -                      | Отборочный матч ЧМ-2006   |                        |
| 12                     | 12 октября 2005        | Финляндия              | 3:0                    | -                      | Отборочный матч ЧМ-2006   |                        |
| 13                     | 12 ноября 2005         | Норвегия               | 1:0                    | -                      | Отборочный матч ЧМ-2006   |                        |
| 14                     | 16 ноября 2005         | Норвегия               | 1:0                    | -                      | Отборочный матч ЧМ-2006   |                        |
| 15                     | 1 марта 2006           | Турция                 | 2:2                    | -                      | Товарищеский матч         |                        |
| 16                     | 26 мая 2006            | Саудовская Аравия      | 2:0                    | -                      | Товарищеский матч         |                        |
| 17                     | 30 мая 2006            | Коста-Рика             | 1:0                    | -                      | Товарищеский матч         |                        |
| 18                     | 3 июня 2006            | Тринидад и Тобаго      | 3:0                    | -                      | Товарищеский матч         |                        |
| 19                     | 12 июня 2006           | США                    | 3:0                    | -                      | ЧМ-2006. Групповая стадия |                        |
| 20                     | 17 июня 2006           | Гана                   | 0:2                    | -                      | ЧМ-2006. Групповая стадия |                        |
| 21                     | 22 июня 2006           | Италия                 | 0:2                    | -                      | ЧМ-2006. Групповая стадия |                        |
| 22                     | 16 августа 2006        | Сербия                 | 1:3                    | -                      | Товарищеский матч         |                        |
| 23                     | 6 сентября 2006        | Словакия               | 3:0                    | -                      | Отборочный матч ЧЕ-2008   |                        |
| 24                     | 7 октября 2006         | Сан-Марино             | 7:0                    | 1                      | Отборочный матч ЧЕ-2008   |                        |
| 25                     | 11 октября 2006        | Ирландия               | 1:1                    | -                      | Отборочный матч ЧЕ-2008   |                        |
| 26                     | 15 ноября 2006         | Дания                  | 1:1                    | -                      | Товарищеский матч         |                        |
| 27                     | 7 февраля 2007         | Бельгия                | 2:0                    | -                      | Товарищеский матч         |                        |
| 28                     | 24 марта 2007          | Германия               | 1:2                    | -                      | Отборочный матч ЧЕ-2008   |                        |
| 29                     | 28 марта 2007          | Кипр                   | 1:0                    | -                      | Отборочный матч ЧЕ-2008   |                        |
| 30                     | 2 июня 2007            | Уэльс                  | 0:0                    | -                      | Отборочный матч ЧЕ-2008   |                        |
| 31                     | 22 августа 2007        | Австрия                | 1:1                    | -                      | Товарищеский матч         |                        |
| 32                     | 8 сентября 2007        | Сан-Марино             | 3:0                    | -                      | Отборочный матч ЧЕ-2008   |                        |
| 33                     | 12 сентября 2007       | Ирландия               | 1:0                    | -                      | Отборочный матч ЧЕ-2008   |                        |
| 34                     | 17 ноября 2007         | Словакия               | 3:1                    | -                      | Отборочный матч ЧЕ-2008   |                        |
| 35                     | 6 февраля 2008         | Польша                 | 0:2                    | -                      | Товарищеский матч         |                        |
| 36                     | 26 марта 2008          | Дания                  | 1:1                    | -                      | Товарищеский матч         |                        |
| 37                     | 27 мая 2008            | Литва                  | 2:0                    | -                      | Товарищеский матч         |                        |
| 38                     | 30 мая 2008            | Шотландия              | 3:1                    | -                      | Товарищеский матч         |                        |
| 39                     | 7 июня 2008            | Швейцария              | 1:0                    | -                      | ЧЕ-2008. Групповая стадия |                        |
| 40                     | 11 июня 2008           | Португалия             | 1:3                    | -                      | ЧЕ-2008. Групповая стадия |                        |
| 41                     | 15 июня 2008           | Турция                 | 2:3                    | -                      | ЧЕ-2008. Групповая стадия |                        |
| 42                     | 20 августа 2008        | Англия                 | 2:2                    | -                      | Товарищеский матч         |                        |
| 43                     | 10 сентября 2008       | Северная Ирландия      | 0:0                    | -                      | Отборочный матч ЧМ-2010   |                        |
| 44                     | 19 ноября 2008         | Сан-Марино             | 3:0                    | -                      | Отборочный матч ЧМ-2010   |                        |
| 45                     | 11 февраля 2009        | Марокко                | 0:0                    | -                      | Товарищеский матч         |                        |
| 46                     | 28 марта 2009          | Словения               | 0:0                    | -                      | Отборочный матч ЧМ-2010   |                        |
| 47                     | 1 апреля 2009          | Словакия               | 1:2                    | -                      | Отборочный матч ЧМ-2010   |                        |
| 48                     | 12 августа 2009        | Бельгия                | 3:1                    | -                      | Товарищеский матч         |                        |
| 49                     | 22 мая 2010            | Турция                 | 1:2                    | -                      | Товарищеский матч         |                        |
| 50                     | 25 мая 2010            | США                    | 4:2                    | 1                      | Товарищеский матч         |                        |
| 51                     | 11 августа 2010        | Латвия                 | 4:1                    | -                      | Товарищеский матч         |                        |
| 52                     | 7 сентября 2010        | Литва                  | 0:1                    | -                      | Отборочный матч ЧЕ-2012   |                        |
| 53                     | 8 октября 2010         | Шотландия              | 1:0                    | -                      | Отборочный матч ЧЕ-2012   |                        |
| 54                     | 12 октября 2010        | Лихтенштейн            | 2:0                    | -                      | Отборочный матч ЧЕ-2012   |                        |
| 55                     | 17 ноября 2010         | Дания                  | 0:0                    | -                      | Товарищеский матч         |                        |
| 56                     | 9 февраля 2011         | Хорватия               | 2:4                    | -                      | Товарищеский матч         |                        |
| 57                     | 29 марта 2011          | Лихтенштейн            | 2:0                    | -                      | Отборочный матч ЧЕ-2012   |                        |

## Достижения
Нюрнберг
- Обладатель кубка Германии: 2006/07

 Андерлехт
- Чемпион Бельгии: 2009/10
- Обладатель кубка Бельгии: 2007/08